# Раџниш Ошо
Раџниш Ошо (11. децембар 1931—19. јануар 1990) је био индијски говорник и вођа покрета Раџниш. Током свог живота се сматрао контроверзним новим вођом верског покрета и мистиком. Шездесетих година прошао је кроз Индију као јавни говорник и био је критичар социјализма, Махатме Гандија и Хинду религиозне ортодоксије. Заговарао је много опуштенији став према људској сексуалности.
Године 1970. Раџниш је проводио време у Мумбају, иницирањем следбеника познатих као "неосанјасини". Током овог периода проширио је своја духовна учења и својим дискурсима давао оригиналан увид у традиционалне верске списе, мистика и филозофа из целог света. Године 1974. Раџниш се преселио у Пуну где су основана фондација и ашрам, како би понудили различите "трансформационе алате" за индијске и међународне посетиоце.
Године 1981. напори који су се фокусирали на активности у Сједињеним Америчким Државама и Раџнишу пребацили су се у објекат познат као Раџнишпурам у округу Воско у Орегону. Скоро одмах покрет је ушао у конфликт са становницима округа и државном владом, а низ правних битака везаних за изградњу ашрама и наставак развоја ограничио је његов успех. 1985. године, након истраге о тешким злочинима, укључујући биотерористички напад салмонелом 1984. и покушај убиства америчког државног тужиоца Чарлса Х. Тарнера, Раџниш је тврдио да је његов лични секретар Ма Ананд Шила и њене блиски присталице били одговорни. Касније је депортован из Сједињених Држава у складу са Алфордовом доктрином.
Након депортације, 21 земља му је одбило улазак. На крају се вратио у Индију и оживио ашрам у Пуну, где је умро 1990. године. Његов ашрам је данас познат као Ошово међународно уточиште за медитацију. Раџнишова синкретичка учења наглашавају важност медитације, свести, љубави, прославе, храбрости, креативности и хумора - квалитете које је сматрао потиснутим поштовањем статичких веровања, верске традиције и социјализације. Раџнишова учења имала су значајан утицај на мисао западног њу ејџа, а њихова популарност се значајно повећала од његове смрти.